# Madeleine d'Ittre
Pour les articles homonymes, voir Ittre (homonymie).
Madeleine d'Ittre, est une religieuse cistercienne qui fut la 29e abbesse de l'abbaye de la Cambre.

## Héraldique
de sinople, au lion d'argent, armé, lampassé et couronné d'or

## Galerie

Gravure des viviers de la Cambre au XVIe siècle
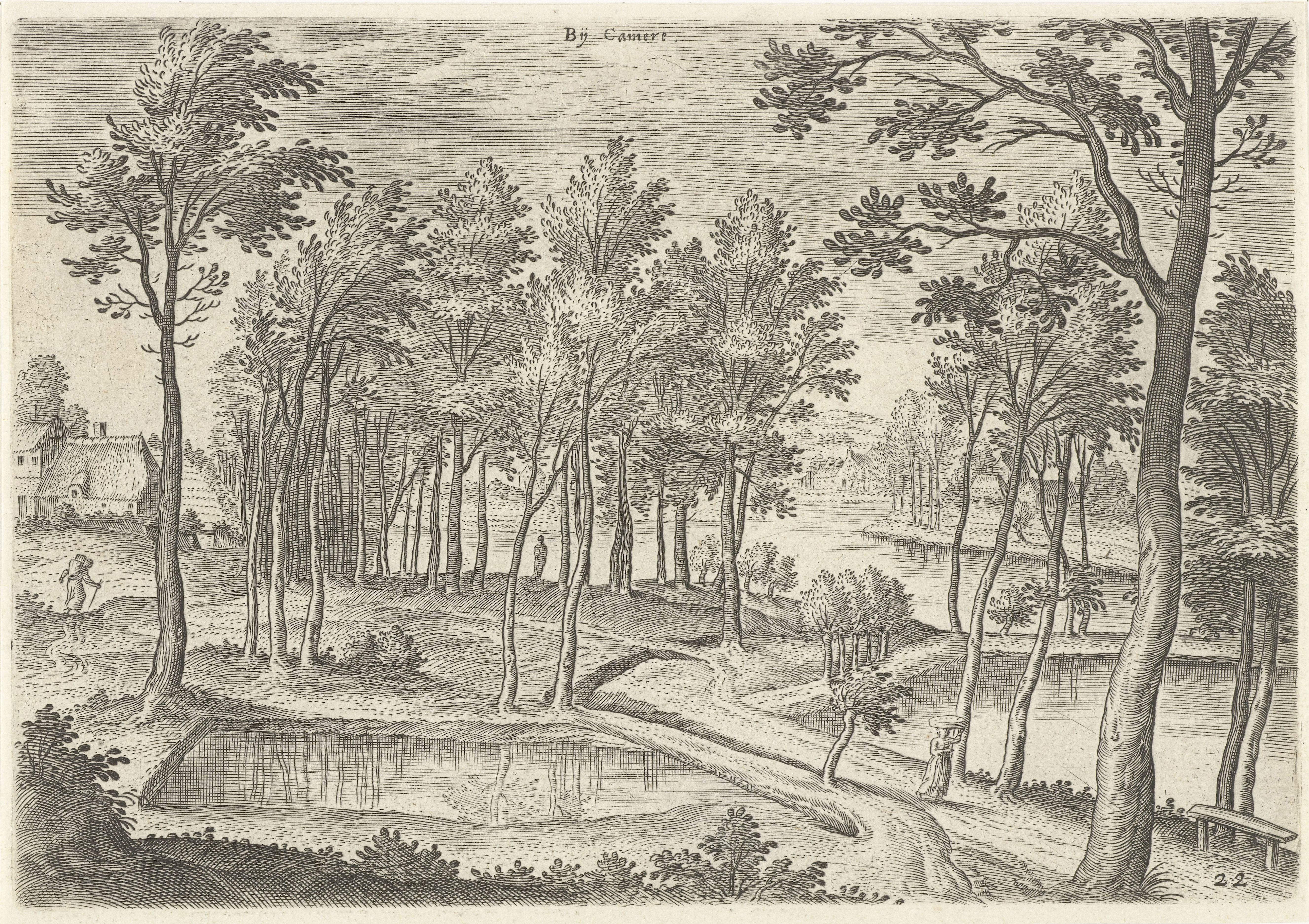
Hans Collaert, Hans Bol, Jacob Grimmer, 1530 - 1580